# Herbert Klein
Herbert Klein (n. 25 martie 1923, Breslau, Reich-ul German – d. 24 septembrie 2001, München, Germania) a fost un înotător german, medaliat olimpic. A participat la o ediție a Jocurilor Olimpice (1952) în care a câștigat o medalie de bronz.

## Participări
Lista de mai jos prezintă principalele competiții la care a participat Herbert Klein de-a lungul carierei.
- swimming at the 1952 Summer Olympics – men's 200 metre breaststroke[*]